# Canton d'Ollioules
Le canton d'Ollioules est une circonscription électorale française située dans le département du Var et la région Provence-Alpes-Côte d'Azur.

## Géographie
Ce canton est organisé autour d'Ollioules dans l'arrondissement de Toulon. Son altitude varie de 0 m à 804 m (Évenos) pour une altitude moyenne de 187 m.

## Histoire
Par décret du 27 février 2014, le nombre de cantons du département est divisé par deux, avec mise en application aux élections départementales de mars 2015. Le canton d'Ollioules n'est pas modifié par ce décret.

## Représentation

### Conseillers généraux de 1833 à 2015
| Période | Période | Identité                                    | Étiquette               | Qualité |
| ------- | ------- | ------------------------------------------- | ----------------------- | --- |
| 1833    | 1845    | Pierre-Marie Jean Martelli-Chautard         |                         | Notaire - Maire d'Ollioules |
| 1845    | 1848    | Jacques Robert Camille Auban                |                         | Chirurgien de la marine, directeur du service de santé à Toulon Ancien conseiller d'arrondissement du canton de Toulon-Est                          |
| 1848    | 1861    | Antoine Léonard Barry                       |                         | Lieutenant de vaisseau en retraite Maire de La Seyne-sur-Mer (1852-1853)                                                                            |
| 1861    | 1869    | Gaëtan François Noël Verlaque               |                         | Ingénieur en chef des Forges et chantiers, La Seyne-sur-Mer                                                                                         |
| 1869    | 1870    | Edouard François Xavier Léopold Antoine Gay |                         | Avocat à Toulon |
| 1870    | 1870    | Joseph Marie Hippolyte Cauvet               |                         | Négociant - Adjoint au Maire d'Ollioules |
| 1870    | 1882    | Alfred Lantier                              | Républicain radical     | Négociant - Maire d'Ollioules (1880-1881) |
| 1882    | 1886    | François Gos                                | Républicain             | Ingénieur agronome |
| 1886    | 1892    | Alfred Lantier                              | Républicain             | Négociant - Maire d'Ollioules (1889-1905) |
| 1892    | 1898    | François Gos                                | Républicain             | Ingénieur agronome, secrétaire général de la Revue de Viticulture, à Paris                                                                          |
| 1898    | 1910    | François Coreil                             | Soc.ind.                | Pharmacien, directeur du laboratoire municipal à Toulon                                                                                             |
| 1910    | 1919    | Claude Brun                                 | Soc.ind.                | Propriétaire à Bandol Président du Conseil Général Directeur du Réveil Agricole à Marseille                                                         |
| 1919    | 1922    | François Coreil                             | PRS                     | Pharmacien à Toulon Député (1910-1914) |
| 1922    | 1928    | Claude Brun                                 | USR                     | Propriétaire à Bandol Président du Conseil Général Directeur du Réveil Agricole à Marseille                                                         |
| 1928    | 1940    | Paul Lemoyne                                | SFIO puis DVG           | Négociant Premier adjoint puis Maire d'Ollioules |
| 1943    | 1945    | Louis Plazy                                 |                         | Ancien professeur à l'école de médecine navale de Toulon Maire de Sanary Nommé conseiller départemental en 1943                                     |
| 1945    | 1967    | Octave Maurel                               | SFIO                    | Tonnelier Maire de Bandol (1930-1941 et 1944-1965) Ancien conseiller d'arrondissement                                                               |
| 1967    | 1973    | André Poulin                                | FGDS puis PS            | Maire de Sanary-sur-Mer (1965-1971) |
| 1973    | 1979    | Jean Brunel                                 | UDR puis UDF            | Maire de Sanary-sur-Mer (1971-1989) |
| 1979    | 1985    | Guy Durbec                                  | PS                      | Cadre des travaux publics Sénateur (1978-1981)- Député (1981-1986) Maire d'Ollioules                                                                |
| 1985    | 2015    | Ferdinand Bernhard                          | UDF puis MoDem puis DVD | Chirurgien-dentiste Maire de Sanary-sur-Mer depuis 1989 Ancien premier adjoint au maire d'Ollioules Ancien vice-président du conseil général du Var |

### Conseillers d'arrondissement (de 1833 à 1940)
| Période                                  | Période      | Identité                                         | Étiquette                     | Qualité |
| ---------------------------------------- | ------------ | ------------------------------------------------ | ----------------------------- | --- |
| 1833                                     | 1839         | Joseph-Marie-Joachim-Omer Gautier (1787-1851)    |                               | Ex-enseigne de vaisseau, propriétaire à Sanary                                                              |
| 1839                                     | 1845         | Boniface Picon (1774-1852)                       |                               | Propriétaire, maire de La Seyne                                                                             |
| 1845                                     | 1848         | François-Marie-Prosper Laugier                   |                               | Négociant, maire de Bandol                                                                                  |
| 1848                                     | 1852         | Joseph-Marie-Antoine-Bénonin Ansaldy (1816-1890) |                               | Négociant à Bandol                                                                                          |
| 1852                                     | 1858         | Jean-André Gast (1793-1868)                      |                               | Commerçant à Ollioules                                                                                      |
| 1858                                     | 1869         |                                                  |                               | |
| 1869                                     | 1869         | Vincent Allègre                                  | Républicain                   | Avocat au barreau de Toulon Député (1876-1881) - Sénateur (1882-1883, 1888-1899)                            |
| 1869                                     | 1870         | Joseph-Marie-Antoine-Bénonin Ansaldy (1816-1890) |                               | Négociant à Bandol                                                                                          |
| 1870                                     | 1871         | Marc-Antoine Arnaud (1802-1888)                  |                               | Propriétaire, maire de Sanary                                                                               |
| 1871                                     | 1874 (décès) | Jean-Baptiste Rouden (1838-1874)                 |                               | Propriétaire, ancien Président de la Commission municipale de Bandol en 1870                                |
| 1874                                     | 1880         | Joseph-Blaise-Paul Rouden (1823-1895)            |                               | Propriétaire à Bandol                                                                                       |
| 1880                                     | 1886         | Fortuné Suquet (1817-1892)                       |                               | Capitaine marin à Bandol                                                                                    |
| 1886                                     | 1901         | Joseph Baye                                      | Républicain                   | Capitaine marin, propriétaire à Bandol                                                                      |
| 1901                                     | 1910         | François Clément                                 | Rad. puis PRS                 | Expéditeur de fleurs et légumes, maire de Bandol (1911-1914)                                                |
| 1910                                     | 1913         | Alphonse Coutton                                 | Républicain anticollectiviste | Boulanger, maire de Sainte-Anne-d'Évenos (1900-1919)                                                        |
| 1913                                     | 1931         | Marius Trotobas                                  | SFIO                          | Cafetier, maire d'Ollioules (1919-1941)                                                                     |
| 1931                                     | 1937         | Octave Maurel (1886-1969)                        | SFIO                          | Expéditeur, maire de Bandol (1930-1941) Président du Conseil d'arrondissement (1933-1937)                   |
| 1937                                     | 1940         | Marius Trotobas                                  | PSdF                          | Cafetier, maire d'Ollioules (1919-1941)                                                                     |
| 1940                                     |              |                                                  |                               | Les conseils d'arrondissement ont été suspendus par la loi du 12 octobre 1940 et n'ont jamais été réactivés |
| Les données manquantes sont à compléter. |              |                                                  |                               | |

### Conseillers départementaux depuis 2015
| Période élective | Période élective | Mandat | Mandat   | Identité           | Nuance | Nuance | Qualité                                             |
| ---------------- | ---------------- | ------ | -------- | ------------------ | ------ | ------ | --------------------------------------------------- |
| 2015             | 2021             | 2015   | 2021     | Ferdinand Bernhard |        | DVD    | Chirurgien-dentiste Maire de Sanary-sur-Mer         |
| 2015             | 2021             | 2015   | 2021     | Lætitia Quilici    |        | LR     | Docteure en chimie Adjointe au maire de Bandol      |
| 2021             | 2028             | 2021   | en cours | Robert Beneventi   |        | LR     | Maire d'Ollioules, conseiller régional              |
| 2021             | 2028             | 2021   | en cours | Laetitia Quilici   |        | LR     | Conseillère sortante, adjointe au maire d'Ollioules |

### Résultats détaillés

#### Élections de mars 2015
À l'issue du 1er tour des élections départementales de 2015, deux binômes sont en ballottage : Ferdinand Bernhard et Lætitia Quilici (Union de la Droite, 47,3 %) et Alain Demarlier et Muriel Fiol (FN, 35,7 %). Le taux de participation est de 48,01 % (17 144 votants sur 35 706 inscrits) contre 49,77 % au niveau départemental et 50,17 % au niveau national.
Au second tour, Ferdinand Bernhard et Lætitia Quilici (Union de la Droite) sont élus avec 62,24 % des suffrages exprimés et un taux de participation de 48,72 % (9 975 voix pour 17 396 votants et 35 706 inscrits).

#### Élections de juin 2021
Le premier tour des élections départementales de 2021 est marqué par un très faible taux de participation (33,26 % au niveau national). Dans le canton d'Ollioules, ce taux de participation est de 32,42 % (11 713 votants sur 36 126 inscrits) contre 33,03 % au niveau départemental. À l'issue de ce premier tour, deux binômes sont en ballottage : Robert Beneventi et Laetitia Quilici (LR, 53,16 %) et Jérôme Corbeil et Muriel Fiol (RN, 31,36 %).
Le second tour des élections est marqué une nouvelle fois par une abstention massive équivalente au premier tour. Les taux de participation sont de 34,36 % au niveau national, 36,4 % dans le département et 35,88 % dans le canton d'Ollioules. Robert Beneventi et Laetitia Quilici (LR) sont élus avec 67,73 % des suffrages exprimés (8 396 voix pour 12 965 votants et 36 132 inscrits),,.

## Composition
Depuis sa création, le canton d'Ollioules regroupe 4 communes entières.
| Nom                               | Code Insee | Intercommunalité                       | Superficie (km2) | Population (dernière pop. légale) | Densité (hab./km2) | Modifier                                    |
| --------------------------------- | ---------- | -------------------------------------- | ---------------- | --------------------------------- | ------------------ | ------------------------------------------- |
| Ollioules (bureau centralisateur) | 83090      | Métropole Toulon-Provence-Méditerranée | 19,89            | 14 320 (2022)                     | 720                | modifier les données · modifier les données |
| Bandol                            | 83009      | CA Sud Sainte Baume                    | 8,59             | 8 263 (2022)                      | 962                | modifier les données · modifier les données |
| Évenos                            | 83053      | CA Sud Sainte Baume                    | 41,95            | 2 406 (2022)                      | 57                 | modifier les données · modifier les données |
| Sanary-sur-Mer                    | 83123      | CA Sud Sainte Baume                    | 19,23            | 17 938 (2022)                     | 933                | modifier les données · modifier les données |
| Canton d'Ollioules                | 8310       |                                        | 89,66            | 42 927 (2022)                     | 479                | modifier les données                        |

## Démographie

### Démographie avant 2015
| 1962   | 1968   | 1975   | 1982   | 1990   | 1999   | 2006   | 2011   | 2012   |
| ------ | ------ | ------ | ------ | ------ | ------ | ------ | ------ | ------ |
| 18 987 | 22 389 | 25 934 | 28 507 | 34 123 | 39 003 | 42 189 | 38 658 | 39 071 |

### Démographie depuis 2015
En 2022, le canton comptait 42 927 habitants, en évolution de +4,73 % par rapport à 2016 (Var : +4,98 %, France hors Mayotte : +2,11 %).
| 2013   | 2018   | 2022   |
| ------ | ------ | ------ |
| 39 145 | 41 294 | 42 927 |